# Arena Telenor
A Telenor Arena, é um pavilhão desportivo e lúdico (em termos de concertos e outros). Situa-se na grande área metropolitana de Oslo, a quinze minutos do centro da cidade.

## Festival Eurovisão da Canção
A Telenor Arena, foi o local escolhido, para a realização do Festival Eurovisão da Canção 2010, a organizar pela Noruega. A arena ficará a cargo da NRK (televisão norueguesa responsável pelo festival), entre 20 de Abril de 2010 e 3 de Junho de 2010, prefazendo assim 45 dias, nos quais a arena não poderá sobre circunstância nenhuma organizar outro evento.